# Cyclosa cajamarca
Cyclosa cajamarca Levi, 1999 è un ragno appartenente alla famiglia Araneidae.

## Etimologia
Il nome proprio della specie ricorda la regione peruviana omonima di rinvenimento degli esemplari

## Caratteristiche
Un esemplare femminile rinvenuto è di dimensioni: cefalotorace lungo 1,5mm, largo 1,1mm; opistosoma lungo 4,7mm.

## Distribuzione
La specie è stata reperita in Perù: nella località di Llama, a 2.300m di altitudine, della provincia di Cutervo, appartenente alla regione di Cajamarca.

## Tassonomia
Al 2013 non sono note sottospecie e dal 1999 non sono stati esaminati nuovi esemplari.